# Feketefejű íbisz
A feketefejű íbisz (Threskiornis melanocephalus) a madarak (Aves) osztályának a gödényalakúak (Pelecaniformes) rendjébe, ezen belül az íbiszfélék (Threskiornithidae) családjába és az íbiszformák (Threskiornithinae) alcsaládjába tartozó faj.

## Előfordulása
Dél-, Délkelet- és Kelet-Ázsiában élő faj. 
Több kutató szerint csupán az egyiptomi íbisz (Threskiornis aethiopicus) ázsiai alfaja. 
Populációjának java része (10 000-25 000 madár) Dél-Ázsiában él a következő országokban: Pakisztán, India, Srí Lanka, Nepál, Banglades, Mianmar, Thaiföld, Kambodzsa, Laosz, Vietnám, Fülöp-szigetek, Kína. 
Kelet-Ázsiai populációja kevesebb mint 100 példányból áll, ezek Japánban, Kína keleti részén és Oroszország távol-keleti vidékein (Amur-vidék, Usszuri-föld) élnek.

## Megjelenése
Magassága 65-75 centiméter, testtömege 650 gramm. Tolla hófehér. Arca, csőre, nyaka és lába fekete.
|  |

## Életmódja
Rákokat, puhatestűeket és kis halakat keres a sekélyebb vizekben.

## Szaporodása
Kolóniákban fészkel. Fészekalja 2-5 tojásból áll.